# 15 бекет
15 бекет (каз. 15 бекет) — село в Мангистауском районе Мангистауской области Казахстана. Входит в состав сельского округа Отпан. Код КАТО — 474644200.

## Население
В 1999 году численность населения села составляла 390 человек (204 мужчины и 186 женщины). По данным переписи 2009 года, в селе проживало 103 человека (57 мужчин и 46 женщин).